# 飼育装置
飼育装置（しいくそうち）又は飼育機（しいくき）とは、飼育に使うシステムのことである。水生生物の飼育装置についてはアクアリウムを参照。

## 自動飼育装置
自動飼育装置（じどうしいくそうち）又は自動飼育機（じどうしいくき）とは自動的に産業動物や実験動物などの飼育に使われるシステムである。

### 動物飼育機
1961年12月、国立衛生試験所を中心としたチームは日本初の実験動物自動飼育機として「ベルト式動物飼育機」を完成させた。

### 椎蚕・壮蚕自動飼育装置
1962年、蚕糸試験場養蚕部の市川信一および中田昌保が壮蚕向けの「国蚕式壮蚕自動飼育機」を考案し、1965年に田中茂光は稚蚕向けの「自動稚蚕飼育機」を考案した。その後、装置の改良が続き、自動飼育装置が共同飼育施設に導入されていったとされる。
2017年より5年間、農業・食品産業技術総合研究機構生物機能利用研究部門らは「蚕業革命による新産業創出プロジェクト」において「スマート養蚕システム」の開発を行った。2022年、そのシステムの開発に参画した新菱冷熱はスマート養蚕施設「まゆラボ」を開始した。

## 無菌動物飼育装置
無菌動物飼育装置は無菌動物を育成するための装置である。これにはビニールアイソレーターなどがある。

## 自動給餌器
自動で給餌を行う装置。蚕では自動給桑機となる。畜産業向けやペット用なども存在する。

## 自動給水装置
自動で給水を行う装置。

## 飼養管理システム
牛群を管理する牛群管理システムなどが存在する。

## スマート首輪
人間のライフログデバイスと同じように、猫用や犬用などのスマート首輪も登場している。

## 動物用スマートトイレ
猫用スマートトイレは2018年にトレッタキャッツからTolettaが、シャープからペットケアモニターが発売されている。
また犬用スマートトイレも登場している。